# Cónclave de enero de 1276
El cónclave papal de enero de 1276 (21 a 22 de enero) fue la primera elección papal celebrada bajo las normas de la constitución Ubi periculum emitida por el Papa Gregorio X en 1274, que establecía las normas para los cónclaves papales. 

## Ubi periculum
De acuerdo a Ubi periculum, los cardenales iban a ser recluidos en un área cerrada, que no tuviera siquiera alguna habitación separada. Además, ningún cardenal se le permitía el acompañamiento de más de un servidor, a menos que el prelado se encontrara enfermo. La comida se suministraba por una ventana: después del tercer día de reunión, los cardenales recibirían solamente un plato al día, después del quinto día, solo recibirían pan y agua. Durante el cónclave, el cardenal no podía recibir sus ingresos eclesiásticos.
Aunque en varias ocasiones anteriores cuándo se debía llevar a cabo la elección de un nuevo papa se había hecho en circunstancias similares a las descritas por Ubi periculum, por primera vez esta se haría formalmente bajo la ley de la Iglesia. Por esta razón, el cónclave papal de enero de 1276 se puede considerar el primer cónclave papal en la historia en el sentido estrictamente jurídico de esta palabra.

## Sacro Colegio
El Papa Gregorio X murió el 10 de enero de 1276, en Arezzo. En el momento de su muerte, probablemente había 15 cardenales en el Colegio cardenalicio, pero solo 13 de ellos participaron en el cónclave. 7 de ellos fueron creados por Urbano IV, 4 por Gregorio X y 1 por Gregorio IX. Mientras tanto, dos cardenales estaban ausentes, entre ellos uno creado por Urbano IV y otro por Inocencio IV.

## Cónclave
En el primer escrutinio del primer día de aislamiento, se eligió por unanimidad al cardenal francés Pierre de Tarentaise, obispo de Ostia y Velletri, que tomó el nombre de Inocencio V. Él fue el primer Papa de la Orden Dominica o de Predicadores.